# W-inds
W-inds (estilizado como w-inds.) é um grupo masculino japonês formado pelos integrantes Ryohei Chiba, Keita Tachibana e Ryuichi Ogata em 2001. O trio é  gerenciado pela Vision Factory e sua gravadora é a Pony Canyon desde 2000. Além de sua popularidade no Japão, o grupo possui uma base de fãs em outros países asiáticos como Taiwan e Hong Kong e regularmente faz aparições na televisão destes locais.

## História

### Antecedentes e formação
Ryohei Chiba começou a frequentar uma escola de dança em Sapporo, onde conheceu Ryuichi Ogata, que atendia um pedido de sua irmã mais velha. Chiba realizou apresentações ao vivo de dança com seus amigos e também fez uma aparição na televisão em 1998 com sua mãe em um programa de variedades. Em 2000, Keita Tachibana, aos catorze anos de idade foi selecionado na Starlight Auditions, que foi promovida pela Vision Factory e assinou um contrato com a gravadora. No mesmo ano, Chiba e Ogata juntaram-se a ele como uma unidade depois de passarem por audições realizadas em sua escola de dança. Juntos, eles formaram o "W-inds".
Os três mudaram-se para a cidade de Tóquio para morar juntos e, em novembro do mesmo ano, começaram a realizar apresentações de rua no parque Yoyogi e em Shibuya para promover suas atividades. Antes de sua estreia oficial em 2001, aproximadamente oito mil pessoas espectadores assistiram o trio.

### 2001-2002: Estreia,1st MessageeThe System of Alive
Em 14 de março de 2001, W-inds lançou seu primeiro single, "Forever Memories", vendendo 216.590 cópias. Em 17 de junho, o grupo apresentou-se oficialmente no Asahikawa Medical University Medic Festival em Hokkaido. Em 4 de julho de 2001, seu segundo single, intitulado "Feel the Fate", foi lançado juntamente com seu site website oficial. Em 7 de outubro de 2001, o grupo fez sua primeira aparição em um filme, de nome Star Light, o mesmo também apresentou seu terceiro single, "Paradox", que foi lançado dez dias depois, os levando a ganhar posteriormente o prêmio de Melhor Artista Revelação no Japan Record Awards.
Em 19 de dezembro de 2001, seu primeiro álbum 1st Message, foi lançado e estreou em número um nas paradas musicais semanais japonesas. Além de compilar músicas de seus três primeiros singles, o álbum forneceu mais destaque aos integrantes Chiba e Ogata, apresentando faixas nas quais eles faziam rap. O álbum foi promovido através de um evento para seu fã-clube em 24 de dezembro de 2001. Durante o ano de 2002, o grupo lançou diversos singles como "Try Your Emotion", que alcançou o segundo lugar nas paradas, "Another Days", que foi usado em uma propaganda da Family Mart, "Because of You" e "New Paradise", ambas lançadas no segundo semestre do ano. Ainda no ano de 2002, o W-inds realizou sua primeira turnê nacional e uma breve aparição no filme Nurse no Oshigoto The Movie. Seu segundo álbum, The System of Alive, foi lançado em 18 de dezembro de 2002 e foi promovido através de um evento a seu fã-clube.

### 2003-2008: Expansão para a Ásia e lançamentos
Em 21 de maio de 2003, o grupo lançou seu oitavo single, "Super Lover (I Need You Tonight), três meses depois "Love Is Message", com um estilo musical que afastava-se de suas canções dance. Em 2004, a Vision Factory incluiu Taiwan como um dos locais da turnê Prime of Life. Depois disso, W-inds fez sua estreia em Taiwan, e os ingressos de seu concerto esgotaram em 23 minutos, o que estabeleceu um recorde. Além disso, se tornaram o único grupo japonês a se apresentar no MTV Mandarin Awards em setembro de 2006.
Em 2006, o grupo realizou uma aparição na premiação sul-coreana Mnet KM Music Festival, como os primeiros artistas japoneses a comparecer no mesmo. Mais tarde naquele ano, Tachibana iniciou sua carreira musical solo através do lançamento do single "Michishirube", usado como tema de encerramento do anime Reborn!. Durante o ano, o W-inds ainda participou de festivais de música realizados na China e no Japão. No ano seguinte, participou do Pop Rock Gala em celebração ao décimo aniversário da criação da região administrativa de Hong Kong e recebeu seus dez prêmios acumulados desde sua estreia. Em 4 de julho de 2007, o grupo lançou a canção tema japonesa do filme Shrek the Third (2007). Ela continha demonstrações de "Guilty" de Souza e atingiu a posição quatro na parada da Oricon com vendas de 34,416 cópias. Seu sétimo álbum de estúdio, Seventh Ave, não alcançou as vendas de seus antecessores.

### 2009-presente:Sweet Fantasye retorno
Em 13 de maio de 2009, o W-inds lançou o cd single "Rain Is Fallin'/Hybrid Dream". Enquanto "Rain Is Fallin'" foi lançada como uma colaboração com o rapper G-Dragon do grupo sul-coreano BIGBANG, "Hybrid Dream" foi utilizada como canção tema do programa Countdown Document Byo-Yomi!. A partir do verão de 2009 até o fim do ano, o grupo excursionou pelo Japão através de sua Sweet Fantasy Tour, estendendo seus concertos a Taiwan e Hong Kong. Gradualmente, seu estilo musical transicionou-se para o gênero dance, dessa forma, o trio lançou o cd single "New World/Truth (Saigo no Shinjitsu)" em 9 de dezembro de 2009. "Truth (Saigo no Shinjitsu)" foi composta pelo cantor estadunidense Ne-Yo e B. Howard.

## Integrantes
| Nome                      | Data de nascimento e idade       | Posição                                  |
| ------------------------- | -------------------------------- | ---------------------------------------- |
| Ryohei Chiba (千葉涼平)   | 18 de novembro de 1984 (40 anos) | Dançarino, vocalista secundário e rapper |
| Keita Tachibana (橘 慶太) | 16 de dezembro de 1985 (39 anos) | Vocalista principal                      |
| Ryuichi Ogata (緒方 龍)   | 17 de dezembro de 1985 (39 anos) | Dançarino, vocalista secundário e rapper |

## Discografia
| - 1st message (2001) - The System of Alive (2002) - Prime of Life (2003) - Ageha (2005) - Thanks (2006) - Journey (2007) - Seventh Ave. (2008) - Another World (2010) - Move Like This (2012) - Timeless (2014) - Blue Blood (2015) - Invisible (2017) | - W-inds Bestracks (2004) - W-inds Single Collection Best Eleven (2008) - W-inds 10th Anniversary Best Album (2011) |